# Pete Dwojak

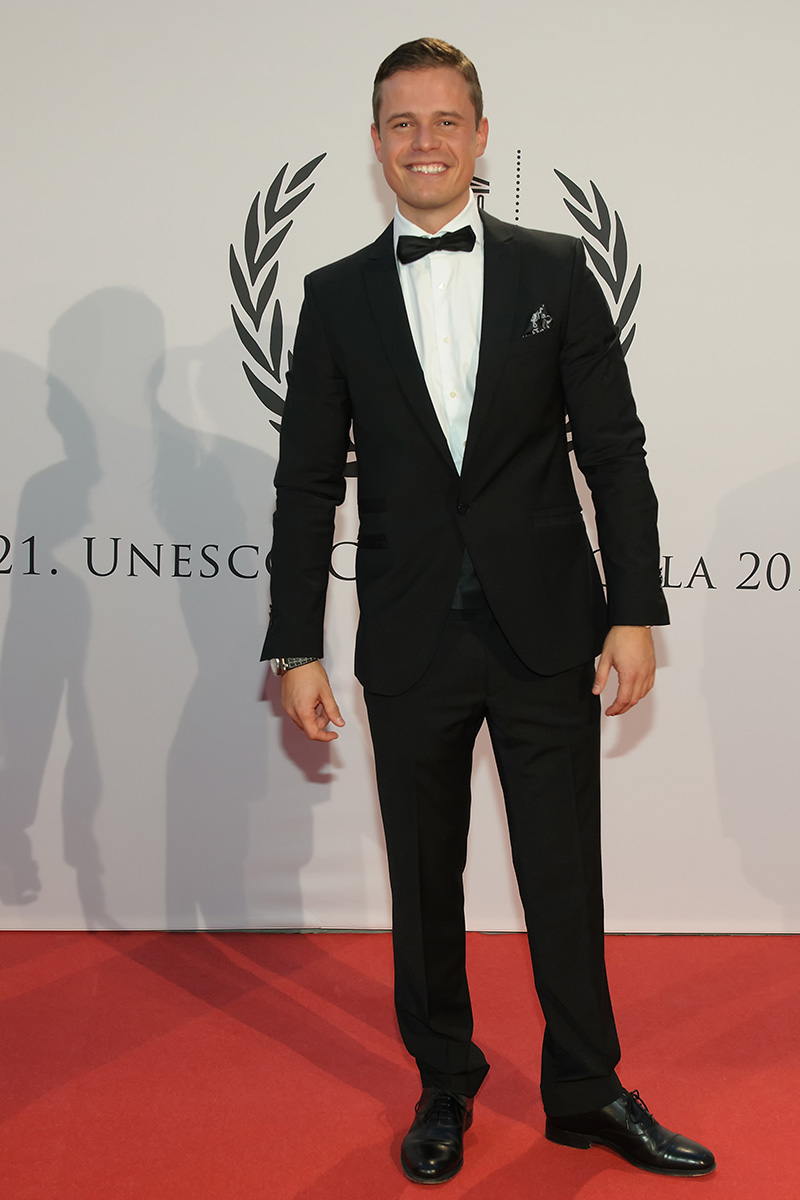
Pete Dwojak (2012)

Pete Dwojak (* 18. März 1982 in Ost-Berlin, bürgerlich Piotr W. Dwojak) ist ein deutscher Unternehmer, Fernsehproduzent und TV-Moderator.
Mit seinem Unternehmen ist er seit 2016 spezialisiert im Bereich der digitalen Vermarktung in der Immobilienwirtschaft.

## Leben
Pete Dwojak sang ab seinem sechsten Lebensjahr in dem Knabenchor der Sankt-Hedwigs-Kathedrale. Nach dem Mauerfall 1989 teilte sich der Chor, und Pete Dwojak schloss sich dem Knabenchor Berlin unter der Leitung von Karl Ludwig Hecht an. Er trat unter anderem als Solist in der „Zauberflöte“ und in „Carmina Burana“ auf und war an der Deutschen Oper Berlin, der Komischen Oper und der Brandenburgischen Oper zu sehen. Darüber hinaus war er in den Jahren 1993 bis 1996 Solist bei zahlreichen Auftritten des Chores an der Berliner Philharmonie („Weihnachtsoratorium“ / „Matthäus Passion“). Bis heute ist er dem Knabenchor verbunden.
Von 2000 bis 2003 absolvierte Pete Dwojak mit der Boygroup A24 mehr als 300 Auftritte in Deutschland, war u. a. in den Fernsehsendungen „Viva Interaktiv“ und Bärbel Schäfer zu sehen und trat auf der Silvestergala am Brandenburger Tor vor mehr als 100.000 Zuschauern auf. 2003 war die Gruppe mit dem Titel „Engel in der Nacht“ in den Charts.
Seine Eltern stammen aus Polen, er beherrscht neben der deutschen und englischen auch die polnische Sprache.

### Privates
Mit seiner ehemaligen Partnerin Caroline Beil – die er im Sommer 2006 kennenlernte – hat er ein gemeinsames Kind. Die beiden trennten sich im Juni 2010.

## Karriere
Ab Januar 2005 gehörte er zur Hauptbesetzung der RTL-Serie Gute Zeiten, schlechte Zeiten. Dort spielte er bis Januar 2009 die Rolle des Henrik Beck.
Von Januar 2009 bis März 2013 moderierte er, anfangs mit Katharina Gast und ab Mai 2012 mit Muschda Sherzada, wöchentlich in der ARD und bei KiKA die Kinderspielshow Tigerenten Club und das Wissensmagazin Tigerenten Club Xtra. Sein Nachfolger war Lukas Nimscheck. 2010 moderierte Pete Dwojak „Das große Bolzplatzduell“ für den KiKA. Mit dieser Sendung war er 2011 für den deutschen Kindermedienpreis Goldener Spatz nominiert.
Ab Juni 2011 moderierte er gemeinsam mit Nadine Vasta die Castingsendung My Name Is auf RTL II. In diesem Zusammenhang hatte er auf RTL II ebenfalls einen Moderations-Auftritt bei „Big Brother“. Seit Februar 2011 moderiert er zusammen mit Oli.P verschiedene Pokémon-Veranstaltungen (Pokémon-Party Feb. 2011 in Hamburg, Pokémon Day 2011 Tour-Finale Oktober 2011 im Movie Park Germany, Bottrop). Bei der Pokémon Day Tour 2012 ab August 2012 moderierte er zusammen mit Oli Petszokat das Bühnenprogramm bei vier von zehn Tourstopps sowie auch die Pokémon Day Tour 2013.
2014 produzierte er die Primetimesendung „Die Hohlbeins – Eine total fantastische Familie“ für RTL2. In 6 Folgen wurde der erfolgreichste deutsche Fantasyautor Wolfgang Hohlbein gemeinsam mit seiner Familie beim Schreiben des neuesten Bestsellers filmisch begleitet. 2015 produzierte er für den SWR das Primetimeformat „LändleDeluxe – Das Geheimnis des Erfolges“. In diesem Format wurden erfolgreiche Unternehmer und deren Erfolgsgeschichten porträtiert, unter anderem Gabriela zu Sayn-Wittgenstein-Sayn, Kevin Kurányi, Roman Niewodniczansky.
Von 2019 bis 2022 war er Dozent beim SVIT Zürich und unterrichtete dort über neue Methoden im Marketing mit dem Schwerpunkt Bewegtbildproduktionen. Gleichzeitig ist die durch ihn geleitete Firma immotrailer.ch Fördermitglied der SVIT Zürich.
Seit Mai 2022 ist er zudem Vorstandsmitglied des Immobilienverbandes FIABCI in der Schweiz.